# 타이슨 헤세

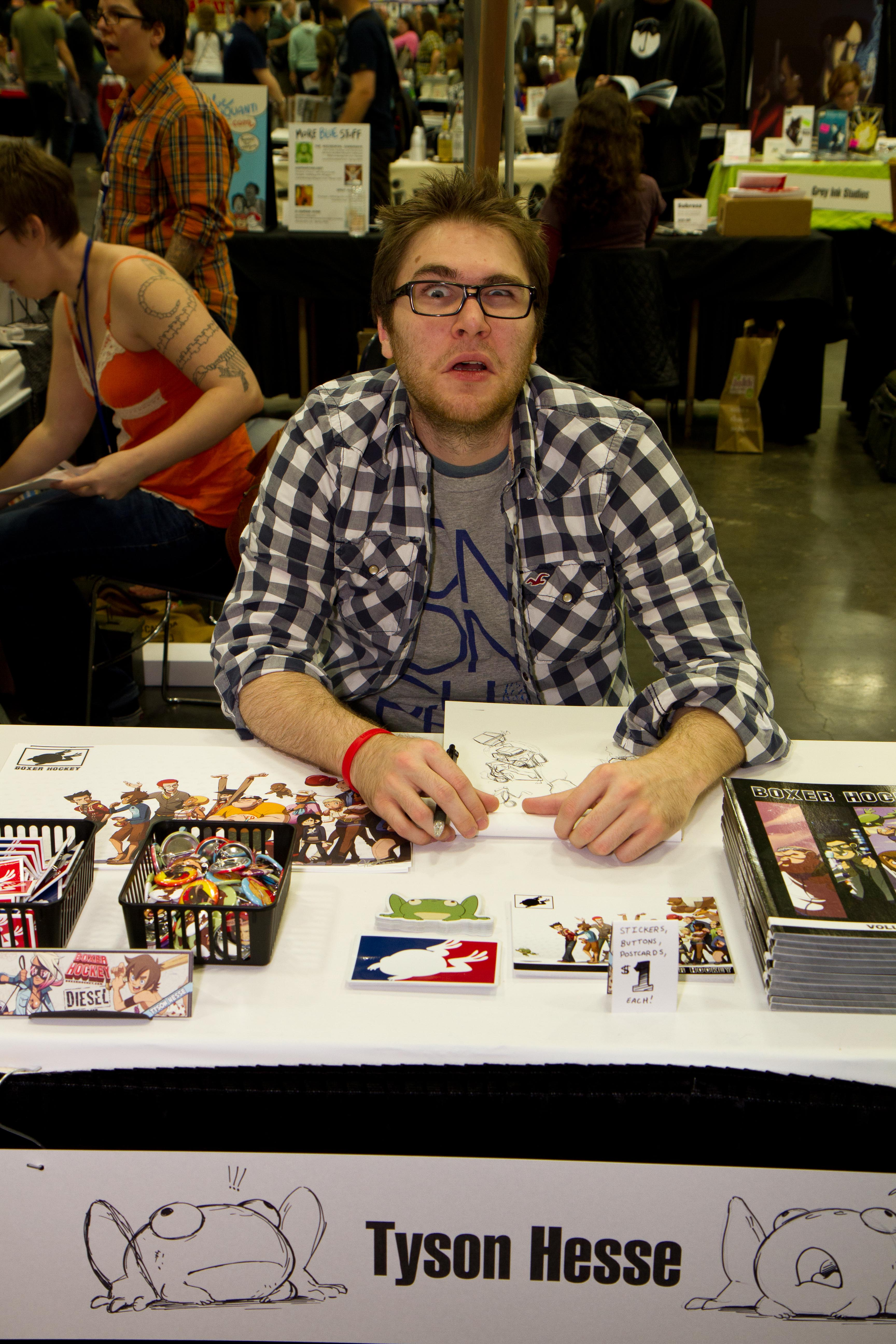

타이슨 헤세(Tyson Hesse)는 미국의 그래픽노블 작가, 애니메이터다. 아치 코믹스에서 그린 《소닉 더 헤지혹》 만화 시리즈로 가장 유명하다. 소닉 프랜차이즈의 오랜 팬인 관계로 2017년 플랫폼 게임 《소닉 매니아》의 애니메이션 컷신을 주도 제작했다.
웹코믹 《디젤》(Diesel), 그 속편 《디젤: 이그니션》(Diesel: Ignition)을 창작했다. 또한 《드림 대디》 및 《검볼》의 미술을 담당했다.
2018년 IDW의 《소닉 더 헤지혹》 만화에 관계되었다 한다.